# Стебельский, Влодзимеж
Влодзимеж Стебельский (рус. Стебельский Владимир, пол. Włodzimierz Stebelski; 31 августа 1848, Магеров, Галиция — 1891) — польский писатель, журналист, сатирик, юморист, «первый декадент в Галиции», сотрудник львовской и варшавской прессы.
Сначала народник, позже москвофил, с середины 1870-х годов полонофил и с тех пор писал преимущественно на польском языке.
На «язычии»: новелла «Монахъ» (1870), поэма «Молитва» (1873) и др.
На Польском языке: сборник стихов «Humoreski» (1878), рассказы в стихах о львовский жизни «Roman Zero» (1883).
Будучи алкоголиком и наложил на себя руки.